# Гаирбек буртунайский
1. перенаправление Гаирбек Буртунайский